# Luís II de Orleães-Longueville
Luís II de Orleães, Duque de Longueville (em francês:  Louis II d'Orléans, duc de Longueville; 1510 — 9 de junho de 1537) foi um nobre francês pertencente à Casa Orleães-Longueville, ramo natural cadete da Casa de Valois.
Foi Duque de Longueville, Conde de Dunois tendo sido o primeiro marido de Maria de Guise que, pelo seu segundo casamento, veio a ser rainha consorte da Escócia. 

## Biografia
Luís II foi o segundo filho varão de Luís I de Orleães-Longueville e da sua mulher Joana de Hochberg, tendo sucedido no Ducado de Longueville ao irmão mais velho Cláudio quando este último faleceu se descendência em 1524.
A 4 de agosto de 1534 Luís II casou com Maria de Guise no Palácio do Louvre. Durante o seu breve casamento, o casal teve dois filhos: 
- Francisco III (30 de outubro de 1535 - 22 de setembro de 1551), que sucedeu ao pai como Duque de Longueville; ele morreu aos 15 anos sem aliança e sem descendência legítima.[3]
- Luís (4 de agosto de 1537 - 7 de dezembro de 1537),  filho póstumo; morreu na infância.[4]

A 9 de junho de 1537 Luís II morreu em Ruão . Maria de Guise, a sua viúva, voltaria a casar com o rei Jaime V da Escócia.

## Referência
1. 1 2 3  Carroll, 1998, pág. 46
2. ↑  Potter 1995, p. 373.
3. ↑  Potter, 1995, pág. 373
4. ↑  Warnicke, 2006, Pág. 19
5. ↑  Potter, 1995, pág. 356

- Este artigo foi inicialmente traduzido, total ou parcialmente, do artigo da Wikipédia em inglês cujo título é «Louis II d'Orléans, Duke of Longueville».